# Chris Wood (musicien de rock)
Pour les articles homonymes, voir Chris Wood, Christopher Wood et Wood.
Christopher Gordon Blandford Wood ou Chris Wood (né le 24 juin 1944 à Birmingham et décédé dans cette même ville le 12 juillet 1983) est un saxophoniste et flûtiste, membre fondateur du groupe rock britannique Traffic, avec Steve Winwood, Jim Capaldi et Dave Mason. Ses contributions souvent jazzy à la flûte ou au saxophone faisaient partie intégrante de la magie particulière de ce groupe, mais il lui arrivait aussi de participer aux claviers et au chant, mais aussi à la basse[réf. nécessaire] pendant la période ou le groupe évoluait en trio. Il fut le cocompositeur de beaucoup des chansons de Traffic. 
Wood joue avec Christine McVie en 1964 dans le groupe Shades of Blue et avec Mike Kellie en  1965–1966 dans le groupe Locomotive.
Chris Wood a notamment joué aussi avec Jimi Hendrix en 1968 (1983 sur Electric Ladyland). Puis quand Winwood fonda avec Eric Clapton le supergroupe Blind Faith en 1969, Chris rejoignit le projet Wooden Frog avec Mason, Capaldi et Mick Weaver. Ensuite il tourna aux États-Unis avec Dr. John et c'est à cette occasion qu'il rencontra Jeanette Jacobs, qu'il épousa en 1969 (mais dont il allait divorcer vers la fin des années 1970). Tous les deux firent partie du Ginger Baker's Air Force, cet orchestre jazz-rock formé en 1970 par l'ancien batteur de Cream.
Chris Wood reprit logiquement sa place quand Traffic se reforma en 1970. C'est même lui qui avait déniché aux USA cette belle chanson qui allait donner son titre au nouvel album du groupe : John Barleycorn must die… Il resta jusqu'à la fin du groupe en 1975. Se débattant contre des addictions diverses aux drogues et à l'alcool avec une santé déclinante, Chris apparut néanmoins sur quelques albums de la fin des 70s, dont Inside Out de John Martyn et Autumn Stone des Small Faces. 
Quand son ex-femme Jeanette mourut d'une attaque au début de 1982 (à 31 ans), il en fut durement affecté. Et tandis qu'il s'était mis à travailler à un album solo qui aurait pu s'appeler Vulcan, Chris Wood meurt à son tour (à 39 ans) d'une pneumonie en juillet 1983 à Birmingham.
Son album Vulcan, bien qu'incomplet, sortira en 2008 avec quelques inédits en public de Traffic.